# Matthew Walls
Matthew Walls (Oldham, 20 aprile 1998) è un pistard e ciclista su strada britannico che corre per il team Groupama-FDJ. Su pista ha vinto la medaglia d'oro nell'omnium e l'argento nell'americana ai Giochi di Tokyo 2020, oltre a tre titoli europei Elite, due nella corsa a eliminazione e uno nell'omnium. Su strada è professionista dal 2021, anno in cui ha vinto il Giro del Piemonte.

## Palmarès

### Pista
- 2015 (Juniores)

Campionati britannici, Corsa a punti Junior
- 2016 (Juniores)

Campionati europei Juniores e U23, Inseguimento a squadre Juniores (con Ethan Hayter, Reece Wood e Fred Wright)
Campionati europei Juniores e U23, Americana Juniores (con Rhys Britton)
Track Cycling Challenge, Corsa a punti Junior (Grenchen)
- 2017

Sei giorni di Berlino Under-23 (con Ethan Hayter)
Campionati britannici, Omnium
Campionati europei Juniores e U23, Inseguimento a squadre Under-23 (con Matthew Bostock, Ethan Hayter e Joe Holt)
Campionati britannici, Americana (con Ethan Hayter)
- 2018

Campionati britannici, Inseguimento a squadre (con Rhys Britton, Ethan Hayter, Jake Stewart,  e Fred Wright)
Campionati britannici, Omnium
Campionati britannici, Americana (con Fred Wright)
Campionati europei, Corsa a eliminazione
Campionati europei Juniores e U23, Scratch Under-23
Campionati europei Juniores e U23, Inseguimento a squadre Under-23 (con Matthew Bostock, Joe Holt e Fred Wright)
Campionati europei Juniores e U23, Americana Under-23 (con Ethan Hayter)
4ª prova Coppa del mondo 2018-2019, Omnium (Londra)
- 2019

Campionati europei Juniores e U23, Omnium Under-23
Campionati europei Juniores e U23, Americana Under-23 (con Fred Wright)
1ª prova Coppa del mondo 2019-2020, Omnium (Minsk)
- 2020

Campionati europei, Corsa a eliminazione
Campionati europei, Omnium
- 2021

Giochi olimpici, Omnium

### Strada
- 2018 (Team 100% ME)

Grand Prix Café Le Central
1ª tappa Flèche du Sud (Berbourg > Berbourg)
5ª tappa Flèche du Sud (Esch-sur-Alzette > Esch-sur-Alzette)
3ª tappa Paris-Arras Tour (Hermies > Arras)
- 2019 (Trinity Road Racing)

3ª tappa Paris-Arras Tour (Petite-Forêt > Pecquencourt)
2ª tappa Giro d'Italia Under-23 (Bagno di Romagna > Pescia)
- 2021 (Bora-Hansgrohe, due vittorie)

4ª tappa Tour of Norway (Stavanger > Stavanger)
Gran Piemonte

#### Altri successi
- 2018 (Team 100% ME)

Classifica a punti Flèche du Sud
Criterium di Otley

## Piazzamenti

### Competizioni mondiali
- Campionati del mondo su pista

Aigle 2016 - Corsa a punti Junior: 2º
Aigle 2016 - Inseguimento a squadre Junior: 3º
Pruszków 2019 - Scratch: 6º
Berlino 2020 - Scratch: 4º
Berlino 2020 - Omnium: 3º
- Campionati del mondo su strada

Yorkshire 2019 - In linea Under-23: 71º
- Giochi olimpici

Tokyo 2020 - Omnium: vincitore
Tokyo 2020 - Americana: 2º

### Competizioni europee
- Campionati europei su pista

Montichiari 2016 - Inseguimento a squadre Junior: vincitore
Montichiari 2016 - Americana Junior: vincitore
Sangalhos 2017 - Inseguimento a squadre Under-23: vincitore
Aigle 2018 - Scratch Under-23: vincitore
Aigle 2018 - Inseguimento a squadre Under-23: vincitore
Aigle 2018 - Americana Under-23: vincitore
Glasgow 2018 - Scratch: 7º
Glasgow 2018 - Corsa a eliminazione: vincitore
Gand 2019 - Omnium Under-23: vincitore
Gand 2019 - Inseguimento a squadre Under-23: 5º
Gand 2019 - Americana Under-23: vincitore
Apeldoorn 2019 - Scratch: 5º
Apeldoorn 2019 - Corsa a eliminazione: 4º
Apeldoorn 2019 - Americana: 8º
Plovdiv 2020 - Corsa a eliminazione: vincitore
Plovdiv 2020 - Omnium: vincitore
Plovdiv 2020 - Americana: ritirato
- Campionati europei su strada

Alkmaar 2019 - In linea Under-23: 10º
Plouay 2020 - In linea Elite: ritirato